# 魔法博士
『魔法博士』（まほうはかせ）は、月刊娯楽雑誌「少年」（光文社）に1956年に連載された江戸川乱歩作の少年向け推理小説シリーズの第15話目である。

## 概要
怪人二十面相が扮した魔法博士が聖書を盗んだり、少年らを拉致してマジックを駆使して魔法の世界を歓待するストーリー。

## あらすじ
少年探偵団の井上少年と野呂少年は魔法博士とその手下に囚われてしまう。魔法博士はさらに明智小五郎や小林少年すら盗むと宣言する。その一方で、山下氏が所蔵するグーテンベルクの斉書を盗もうと図る。さらに小林少年も魔法博士によって囚われてしまう。